# Tensed
Tensed é uma cidade localizada no estado americano de Idaho, no Condado de Benewah.

## Demografia
Segundo o censo americano de 2000, a sua população era de 126 habitantes.
Em 2006, foi estimada uma população de 127, um aumento de 1 (0.8%).

## Geografia
De acordo com o United States Census Bureau tem uma área de
0,5 km², dos quais 0,5 km² cobertos por terra e 0,0 km² cobertos por água. Tensed localiza-se a aproximadamente 792 m acima do nível do mar.

## Localidades na vizinhança
O diagrama seguinte representa as localidades num raio de 28 km ao redor de Tensed.